# Psilotreta kisoensis
Psilotreta kisoensis är en nattsländeart som beskrevs av Iwata 1928. Psilotreta kisoensis ingår i släktet Psilotreta och familjen böjrörsnattsländor. Inga underarter finns listade i Catalogue of Life.